# Concatedral de São Pedro dos Clérigos
A Concatedral de São Pedro dos Clérigos, também conhecida simplesmente como Igreja de São Pedro dos Clérigos, é um templo católico situado no município do Recife, capital do estado de Pernambuco, Brasil. É a consede da Arquidiocese de Olinda e Recife.

## Histórico

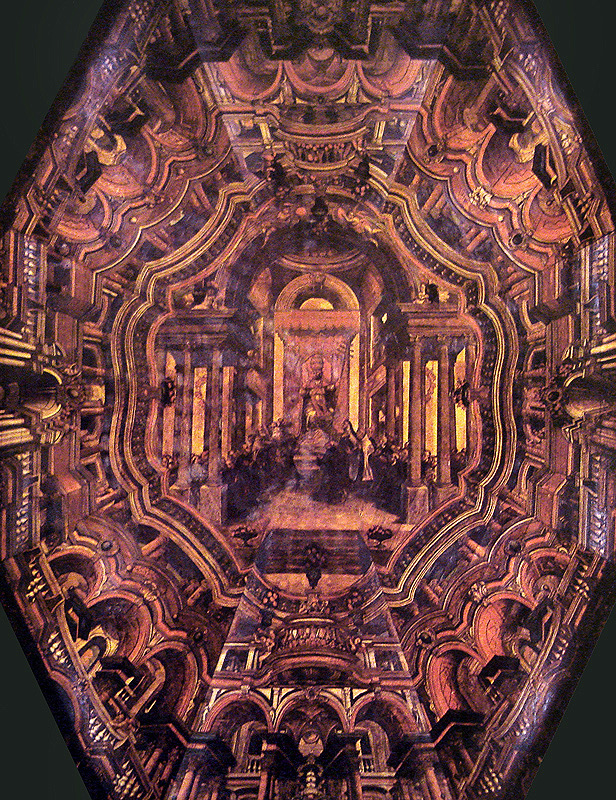
A célebre pintura ilusionista no teto da Concatedral de São Pedro dos Clérigos, feita por João de Deus Sepúlveda.

A Irmandade de São Pedro dos Clérigos, criada em 26 de junho de 1700, comprou, quase 20 anos depois, uma horta e seis casas situadas no meio das Águas Verdes, no bairro de Santo Antônio da Vila do Recife, para a construção de uma igreja própria. Uma inscrição na portada da igreja informa que o início das obras ocorreu em 3 de maio de 1728. Estavam presentes frei José Fialho e o provedor da Irmandade. O projeto é de Manuel Ferreira Jácome. O consistório, a capela-mor e a sacristia ficaram prontos já em 1729, mas o corpo da igreja e a parte central da fachada só foram terminados em 1759. Em seguida construíram-se as duas torres sineiras. O Comendador Padre Antônio Martins, Vigário da Vila de Bom Jesus, foi um dos entalhadores. João de Deus Sepúlveda realizou a pintura do forro da nave em 1764, auxiliado por Manuel de Jesus Pinto, que pintou o coro. A sacristia, com o altar de Nossa Senhora da Soledade, foi inaugurada em 1781. Inácio Melo Albuquerque foi o mestre-dourador das obras de talha, terminadas em 1784.
Além de sua importância religiosa, em determinado período a igreja tornou-se um ativo centro de música sacra, chegando a ter como Mestre de Capela o pernambucano Luís Álvares Pinto (1719-1789), uma das grandes figuras da música colonial brasileira.
A igreja recebeu foros de catedral do Arcebispado de Olinda e Recife no dia 26 de junho de 1918. O edifício faz parte de um conjunto arquitetônico característico, de grande importância, erigido em torno do Pátio de São Pedro.

## Arquitetura

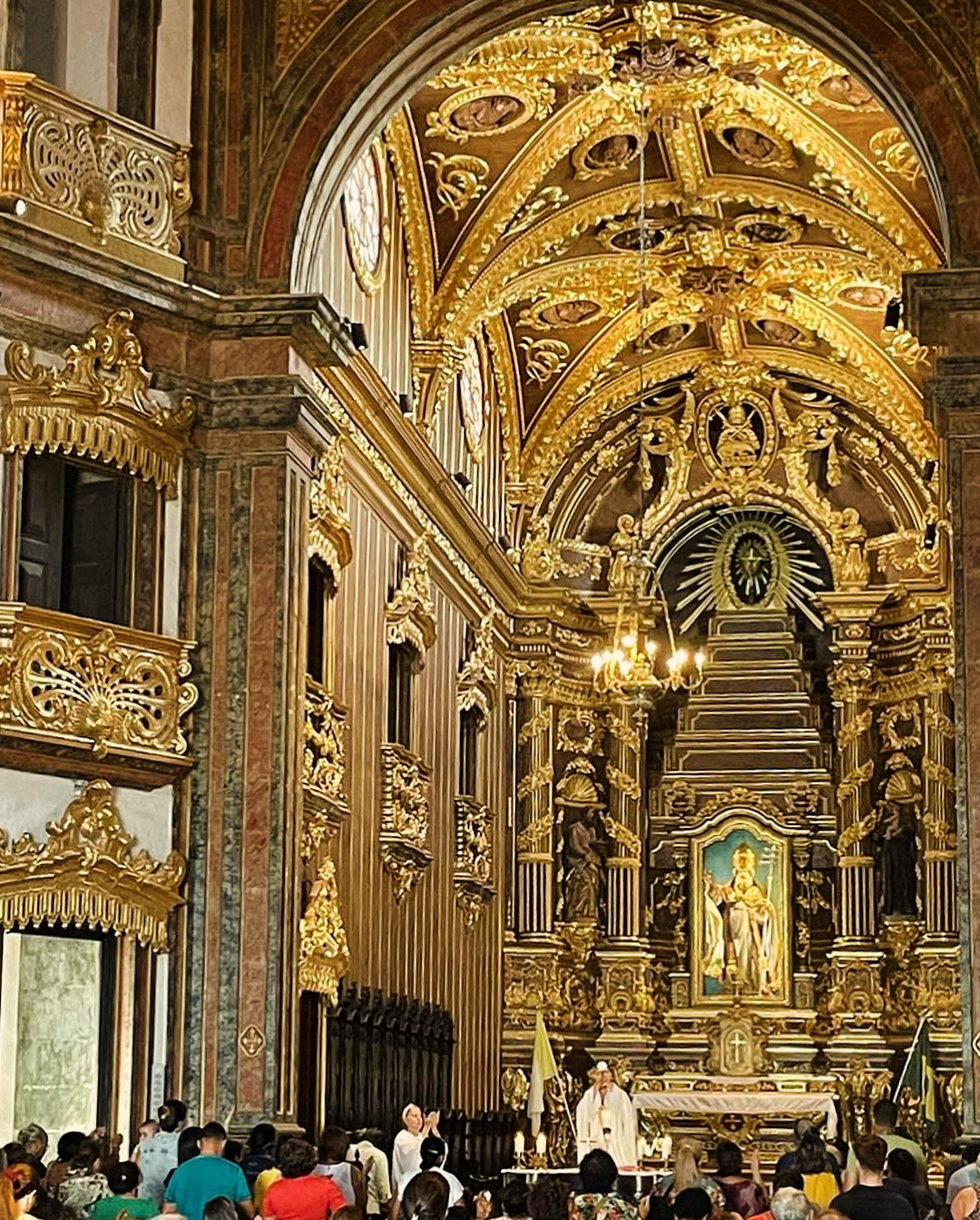
Detalhe da capela-mor.

A sua estrutura é incomumente verticalizada, com monumental portada de rico trabalho em cantaria. No corpo central, além da portada, vemos uma janela em meio arco abatido, com balaústres e adornos em cantaria que se unem à portada, e, acima, um frontispício ornamentado com volutas, pináculos e uma cruz, além da imagem de São Pedro no nicho do tímpano. Os cunhais são de pedras regulares. As torres possuem janelas que se abrem internamente para o coro, emolduradas por com balaústres e ornamentação de cantaria. Acima destas e abaixo do cornijamento reto há uma janela menor de verga reta em cada torre, com sobreverga curva. As janelas sineiras apresentam um desenho em arco pleno, e o coroamento das torres é feito por uma balaustrada, pináculos e cúpula de arestas sobre base prismática. A porta principal é pesada, feita em madeira jacarandá-mármore e ornamentada com almofadas trabalhadas. No interior predomina a talha estilo D. João V, com elementos rococó nos balcões e sanefas das tribunas, na capela-mor, na nave e na base do altar-mor. No retábulo da capela-mor, há uma imagem de São Pedro em tamanho natural com vestes pontificais, trazendo consigo uma cruz pontifical em prata, cravejada em pedras preciosas.
Os trabalhos de talha dourada e jacarandá-mármore de Lisboa e as tintas importadas foram ao tempo considerados de valor exorbitante, sendo de meados do século XVIII.

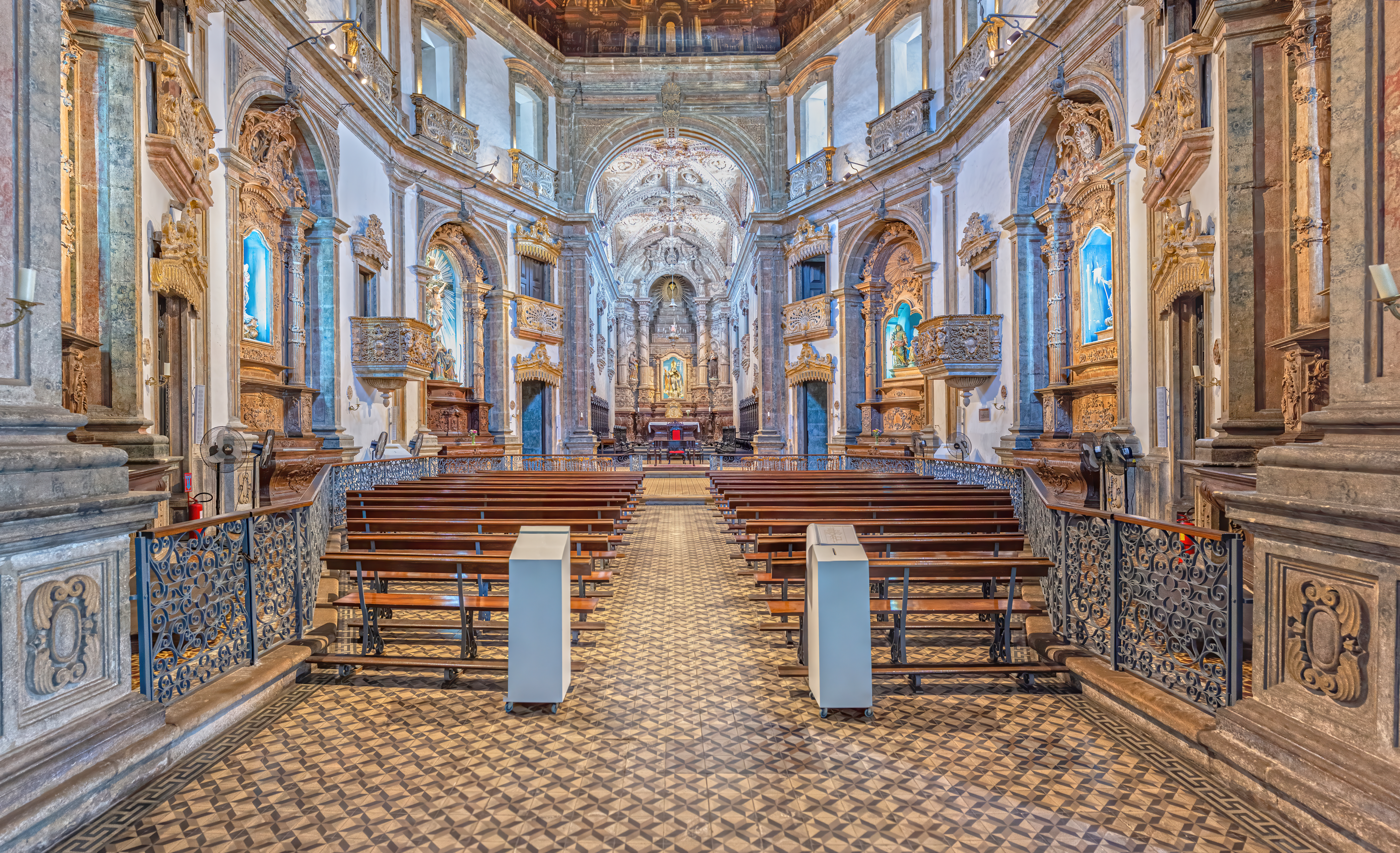
Nave

As obras de talha do retábulo do altar-mor não são originais. Na primeira decoração, a capela-mor era inteiramente dourada, obra realizada pelo artista Inácio de Melo e Albuquerque por volta de 1784. No entanto, esses primeiros entalhes, arruinados por cupins, foram substituídos na reforma ocorrida em 1858, que alterou o estilo para o neoclássico. Durante uma segunda restauração, levada a cabo entre 1953 e 1957, substituiu-se a cobertura (sem interferir no forro) e o madeiramento de sustentação, e recuperou-se novamente o altar, adotando-se uma intervenção alternativa que removeu repinturas posteriores que anulavam o efeito de relevo dos entalhes. De acordo com uma matéria de jornal publicada em 1942, no acervo da Irmandade, a capela-mor e os altares laterais pós primeira reforma eram dourados. Entretanto houve perda de elementos ao longo de sucessivas reformas realizadas pela Irmandade e também pelo Instituto do Patrimônio Histórico e Artístico Nacional na década de 1970, e como à época existia um pensamento mais modernista dos profissionais do IPHAN, optou-se por deixar visível a madeira natural. No último restauro, entregue em 2023, as pinturas foram revitalizadas, e foram resgatados os douramentos dos ornatos em alto-relevo. Os púlpitos, elementos da decoração primitiva em barroco joanino, também foram recuperados.

## O Pátio de São Pedro

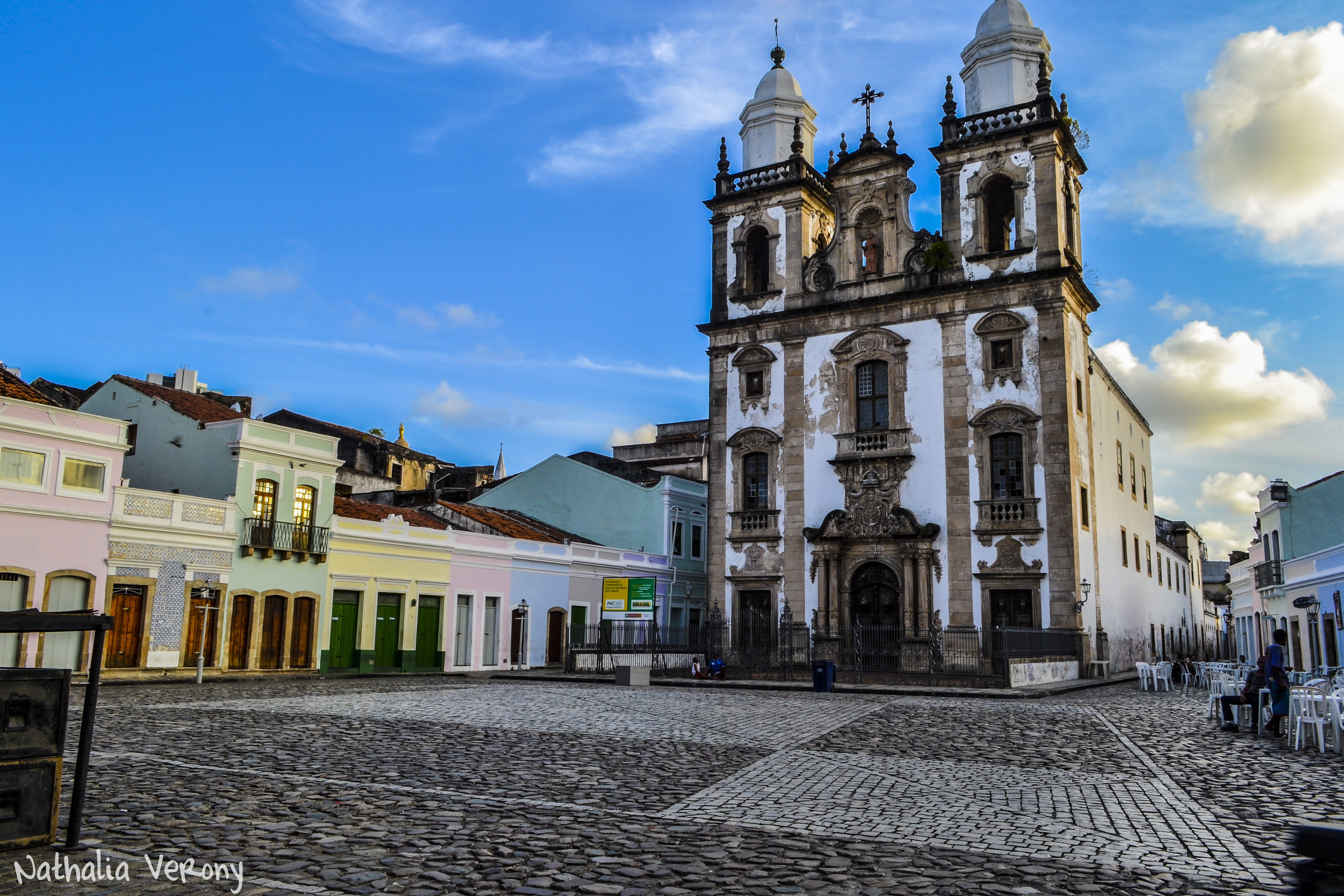
Pátio de São Pedro e a Concatedral.

A área defronte à Igreja, chamada de Pátio de São Pedro, conserva em seu entorno um belo conjunto de 29 casas baixas coloniais, com um ou dois pavimentos, dominadas pelo corpo imponente da igreja ao fundo. A única alteração no casario foi a substituição, no século XIX, dos beirais por platibandas (prolongamentos de parede que ocultam os telhados), para atender às determinações legais que proibiam o escoamento das águas de chuva do telhado direto para a rua.
O Pátio possui um calçamento de pedras irregulares do século XIX e um gradil de ferro que delimita o átrio da igreja, cujo piso é de ladrilhos de barro.
Os espaços do Pátio e adjacências sempre estiveram muito ligados aos movimentos culturais e históricos da cidade. À medida que o centro da cidade foi se desenvolvendo, as residências deram lugar a estabelecimentos comerciais, incluindo lojas, bares e restaurantes, que atraíram artistas, intelectuais e profissionais liberais até se tornar um ponto de convergência da vida cultural recifense.
Todo o conjunto foi tombado pelo Instituto do Patrimônio Histórico e Artístico Nacional (IPHAN), em 1938. A sua disposição geral, salvo pequenas alterações, permanece a mesma das primeiras igrejas da vila. Em nível municipal, a área está classificada como Setor de Preservação Rigorosa. Em 1970 as casas foram desapropriadas e toda a área foi recuperada. Em 12 de outubro do mesmo ano, o pátio foi inaugurado como pólo turístico.

### Revitalização

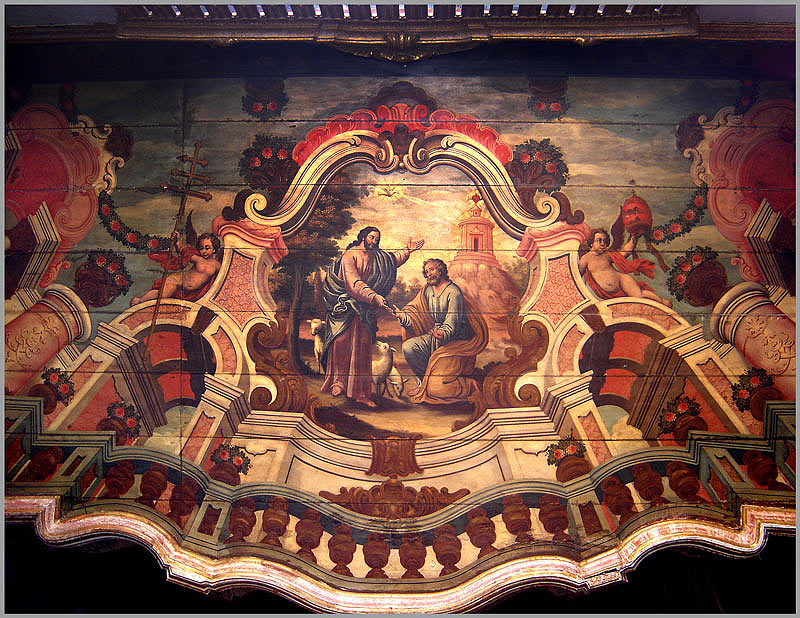
A Fundação da Igreja, pintura de Manuel de Jesus Pinto sob o coro.

Na década de 1980, depois de um período de efervescência anterior, no final dos anos 60, que se seguiu a uma das suas restaurações, o Pátio parecia haver atingido sua plena vitalidade. Além dos boêmios tradicionais, um grupo de intelectuais começou a freqüentá-lo, chegando a configurar o que foi chamada de Geração do Pátio. Alguns se reuniam diariamente, com um livro de atas, onde eram escritos depoimentos e poemas feitos na hora. Dela faziam parte muitos artistas, dentre eles Alberto da Cunha Melo, Iran Gama, Jaci Bezerra e Vital Corrêa. Nos tempos do Restaurante do Gregório, pioneiro no cardápio típico no Pátio, este chegou a ser visitado por Juscelino Kubitschek, Sílvio Caldas, Dorival Caymmi, Luiz Gonzaga e outras personalidades. Atualmente, em todas as terças-feiras ocorre o evento Terça Negra, onde encontramos apresentações artísticas associadas à cultura africana e regional, com música ao vivo e danças.